# Transistor (videogioco)
Transistor è un action RPG a tema fantascientifico sviluppato e pubblicato da Supergiant Games. Il gioco è stato pubblicato il 20 maggio 2014 per Microsoft Windows e PlayStation 4, il 30 ottobre 2014 per OS X e Linux, l'11 giugno 2015 per dispositivi iOS e il 1 novembre 2018 per Nintendo Switch. A gennaio 2015 il gioco ha venduto più di 600 000 copie.

## Trama

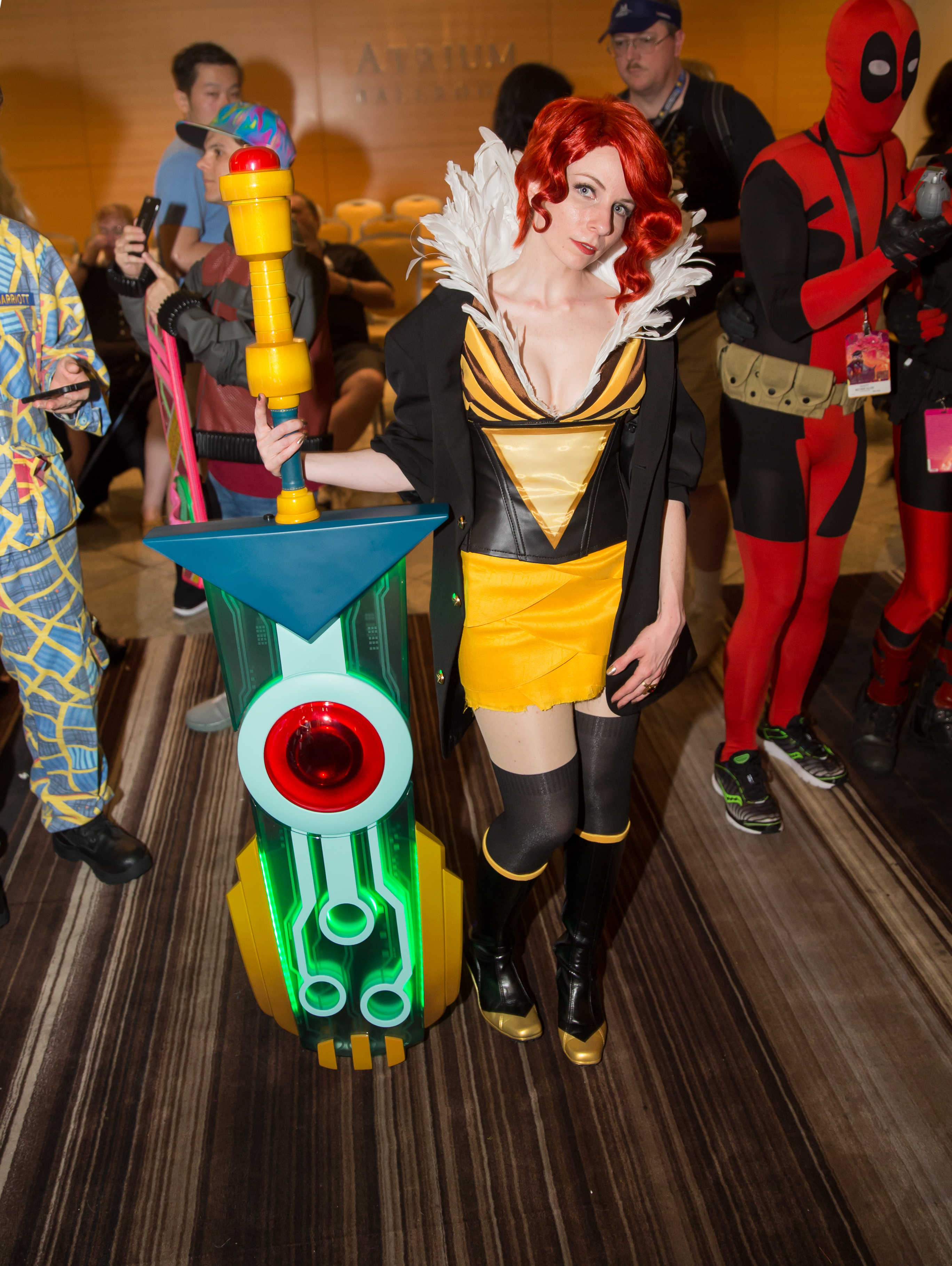
Cosplay di Red

Alla fine di un concerto musicale nella futuristica e distopica città di Cloudbank, la controversa cantante Red subisce l'attacco degli "Orchestrali", un deviato gruppo di lavoro amministrativo che ha intenzione, all'apparenza, di ricostruire "codice per codice" l'intera cittadina condannata da un governo che controlla, mediante occulti cyber-computer, i suoi abitanti alla stregua di un Software gestionale.
La spada detta "Transistor", in realtà uno sproporzionato microchip, colpisce a morte un misterioso individuo acquisendone la coscienza e rubando altresì la voce della cantante salvata dallo stesso.
Da questo momento il soggetto misterioso parlerà a Red, diventando il narratore e la guida de-facto dell'intera vicenda.
Nel corso della storia Red acquisirà le coscienze di personaggi deceduti o scomparsi utilizzando il Transistor al fine di tramutarle in "funzioni" in grado di proteggerla e difendersi dal "Processo", un'intelligenza artificiale che genera robot malevoli di ogni specie dalle fondamenta della città.
Gli stessi Orchestrali ammetteranno in seguito le proprie responsabilità circa la creazione del "Processo" specificando che non era quello il loro reale obiettivo. Infatti, proprio Red si ritroverà ad affrontare Sybil Reisz, l'Orchestrale che l'aveva tradita, sotto forma di Processo deviato e ormai inconsapevole. Due altri orchestrali, Grant ed Asher, decideranno di togliersi la vita per non diventare parte del Processo e quindi lasciare a Red due nuove potenti funzioni per combatterlo ("Void()" e "Tap()").
Il viaggio di Red si conclude quando Royce, l'ultimo Orchestrale ancora in vita, chiede una tregua e la consegna del Transistor in modo da poter eliminare per sempre il Processo e con esso ricostruire la città. Red accetta e viene proiettata nel mondo del Transistor dove trova Royce con un secondo Transistor costruito all'occorrenza. Qui i due combattono fino alla morte dato che uno ed un solo Microchip deve guidare l'intera Cloudbank verso la ricostruzione.
Red vince e ricomincia, da sola, a ricostruire la città come era prima dell'utopica missione degli Orchestrali.
Non riuscendo a recuperare la propria voce vede, infine, come unica soluzione quella di uccidersi per unirsi alla coscienza dell'uomo misterioso (forse un suo amore segreto o un ammiratore) così da potergli finalmente parlare e confessargli il suo amore.

## Modalità di gioco
Transistor utilizza una visuale di gioco isometrica. Il giocatore controlla il personaggio principale, una ragazza di nome Red, combattendo una serie di nemici conosciuti come "il processo" tramite un sistema di combattimento in tempo reale misto alla possibilità di "fermare" il tempo per pianificare gli attacchi. Dopo l'utilizzo di questa abilità chiamata "Turn()" è necessario attendere la ricarica della barra di azione (che avviene in pochi secondi) per poter utilizzare nuovamente le abilità. Red guadagna punti esperienza al termine di ogni scontro con i nemici, con i quali acquisisce nuovi poteri (chiamati "funzioni"), che possono essere equipaggiati singolarmente o in abbinamento tra di loro per aumentare danno e portata degli attacchi. Ad esempio, la funzione "Spark()" usata per attacchi a lungo raggio, può espandere la portata del suo attacco combinandola con la funzione "Load()"
Nell'edizione PlayStation 4 del gioco, la barra luminosa del DualShock 4 lampeggia in sincronia con la voce del Transistor.